# Robinsonad
| Robinsonad |
| --- |
| Robinson Crusoe, föregångaren inom bokgenren robinsonad. - Betydelse – en äventyrlig berättelse om en skeppsbruten (eller motsvarande) på en öde ö eller plats - Bakgrund – Robinson Crusoe (1719) - Tropens betydelse – som äventyr, ungdomslitteratur, civilisationskritik, satir eller scen för politiskt idéskrivande |

En robinsonad (av Robinson Crusoe) är en berättelse om någons äventyrliga upplevelser på en mer eller mindre obebodd ö, eller på mindre bebodd trakt, sanna eller påhittade. Ofta sker ett skeppsbrott i historiens upptakt. Det kan också handla om science fiction-variant, med äventyr på en obebodd planet.

## Historik

### Inom litteraturen
Robinsonaden som begrepp går tillbaka till Daniel Defoes Robinson Crusoe. I denna tidiga 1700-talsroman berättar Defoe historien om en strandsatt europé och dennes vedermödor för att överleva på en isolerad ö. I historien utformar Robinson Crusoe sin egen lilla civilisation, så småningom även befolkad av nykomlingen Fredag.
I Defoes efterföljd skrevs under de kommande två seklen en lång rad äventyrsböcker – oftast för en ungdomspublik – med skeppsbrutna européer på öde öar. Vissa var mer eller mindre romantiserade skildringar som utgick från den kristna, europeiska civilisationen; detta syntes exempelvis i Ballantynes Korallön från 1812. Även Jules Vernes två bidrag i genren – Den hemlighetsfulla ön och Två års ferier – innehåller beskrivning av världen utifrån en utpräglat europeisk världsbild.
Jonathan Swift gjorde i Gullivers resor en parodi av den då färska berättargenren, genom att låta huvudpersonen återkommande förlisa och varje gång bli bekant med lokala ökulturer som visar fram olika baksidor av den europeiska civilisationen. Över 200 år senare kom William Goldings Flugornas herre, en direkt replik på Korallön som i sin pessimism omkring den mänskliga naturen påverkats av världskrig.
Två andra vinklingar presenterades i ett par 1960-talsböcker. I Sven Wernströms De hemligas ö ägnar sig den skeppsbrutna barnaskaran åt socialistiska experiment, medan Michel Tourniers Fredag eller Den andra ön visar fram ett tydligt tredje-världen-perspektiv. Böckerna skrevs under ett årtionde när europeiska imperier löstes upp och (nya) länder ofta ägnade sig just åt olika socialistiska experiment.

### Inom TV och film
Även inom TV och film finns många exempel på robinsonader. Många av dem är baserade på böcker med samma tema, och inom det långvariga japanska TV-animationskonceptet World Masterpiece Theater finns flera sådana exempel.
Bland originalmanus för filmduken finns den amerikanska storproduktionen Cast Away (2000) och den koreanska Kimssi pyoryugi (2009; även känd som Castaway on the Moon). Båda filmerna utforskar mänskligt beteende isolerat från nutidens snabbt snurrande ekorrhjul. Den sistnämnda filmens "Robinson" finner sig dock strandsatt på en ö mitt i floden som rinner genom Sydkoreas huvudstad, och i denna dramakomedi kompletteras handlingen med en exposition av hikikomori-problematiken.

## Exempel på robinsonader

### Böcker
- Daniel Defoe: Robinson Crusoe (1719)
- Jonathan Swift: Gullivers resor (1726)
- J.H. Campe: Robinson der Jüngere (1779–89)
- Johann David Wyss: Den schweiziske Robinson (1812)
- Gustaf Henrik Mellin: Öjungfrun (1832; tidig robinsonad med kvinnlig huvudperson)
- Robert Michael Ballantyne: Korallön (1857)
- Jules Verne: Den hemlighetsfulla ön (1874), Två års ferier (1888)
- Lisa Tetzner: De skeppsbrutnas ö (1944)
- William Golding: Flugornas herre (1954)
- Sven Wernström: De hemligas ö (1966)
- Michel Tournier: Fredag eller Den andra ön (1967)
- Michael Morpurgo: Kensukes rike (1999)
- Andy Weir : Ensam på Mars (2011)

### Filmer
- Cast Away (2000)
- Alive (1993)
- Flugornas herre (1963)
- Gullivers resor (1939)
- Gullivers resor (2010)
- The Martian (2015)

### TV-serier
- Lost
- Flyg 29 saknas
- Gilligan's Island
- The New Adventures of Gilligan